# Liste der Mitglieder des US-Repräsentantenhauses aus Wisconsin

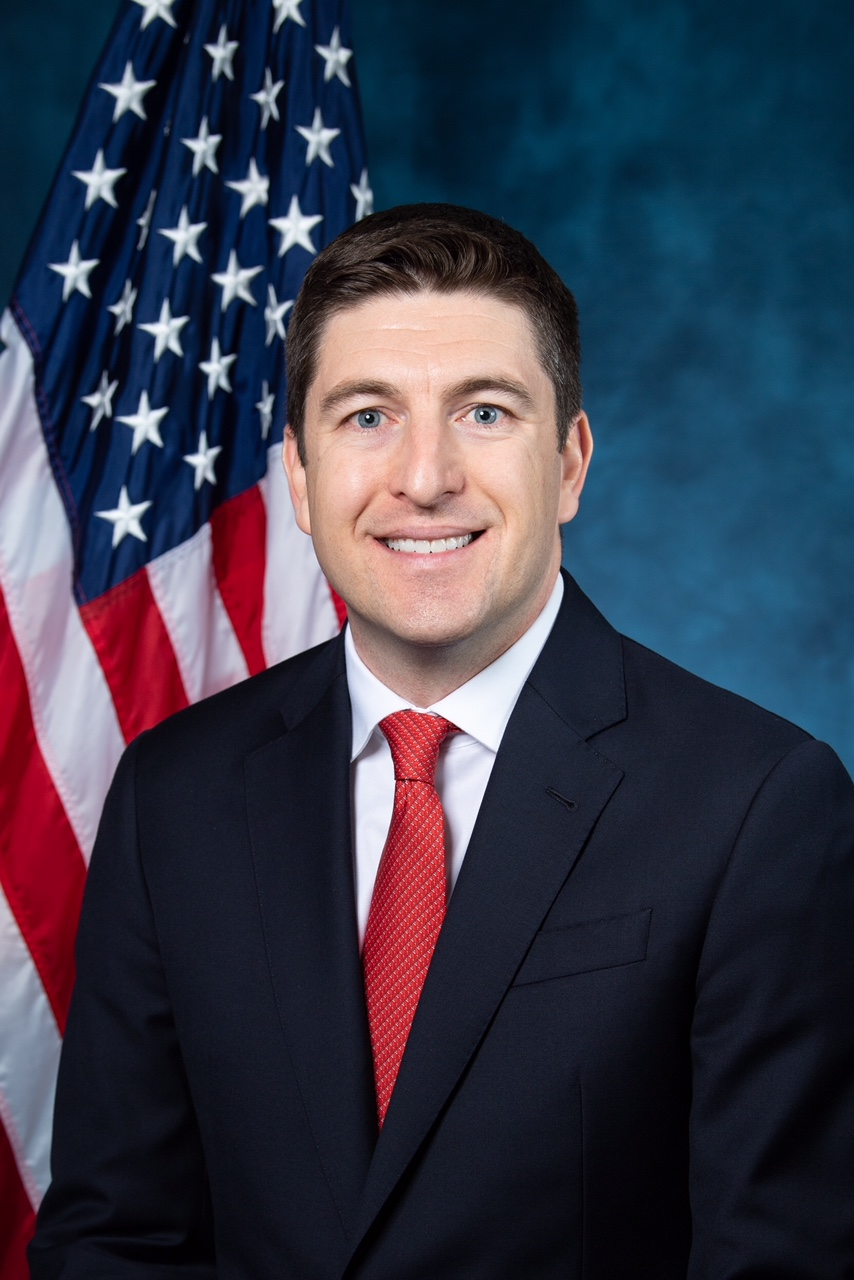
Bryan Steil, derzeitiger Vertreter des ersten Kongresswahlbezirks von Wisconsin

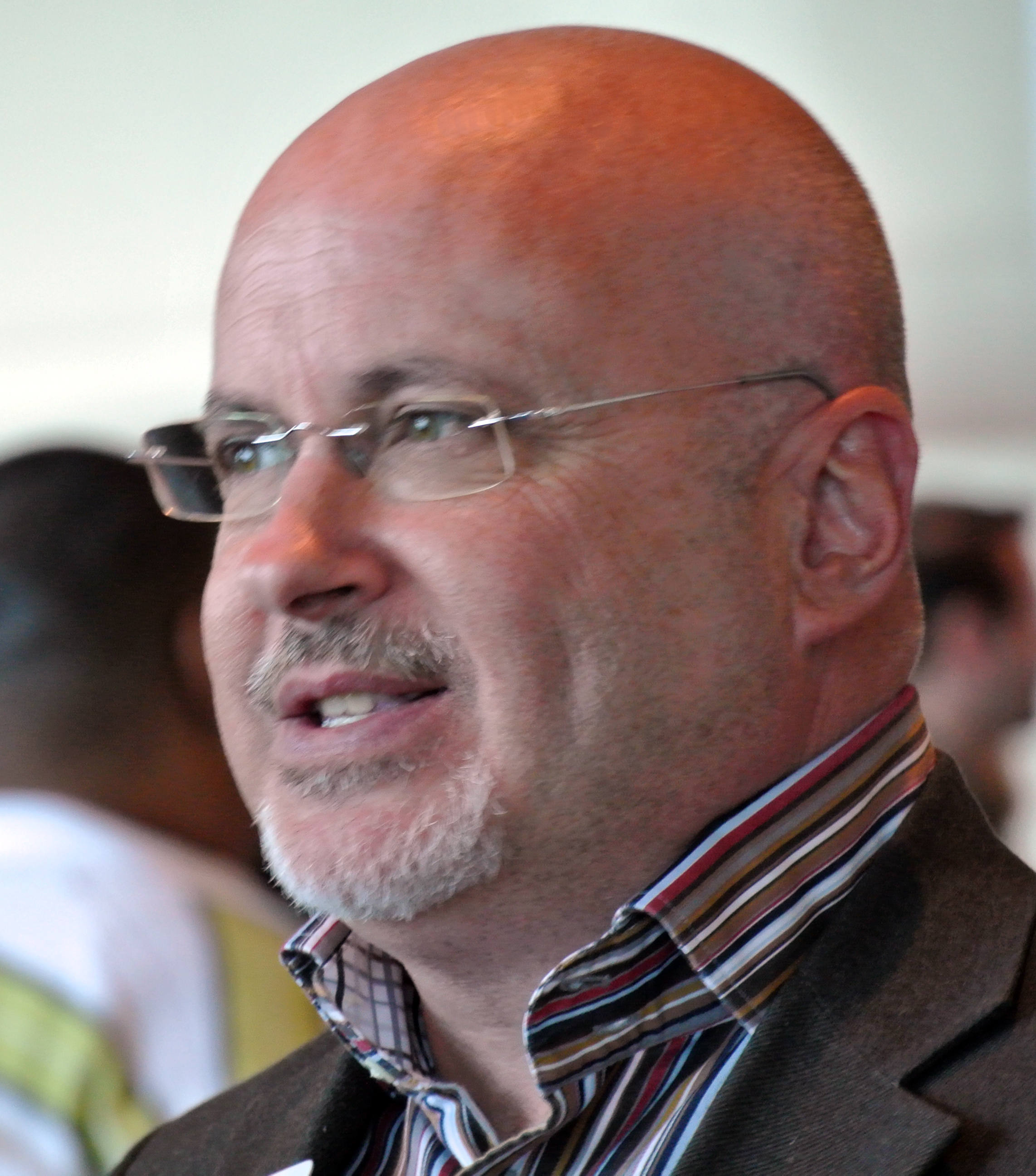
Mark Pocan, derzeitiger Vertreter des zweiten Kongresswahlbezirks von Wisconsin

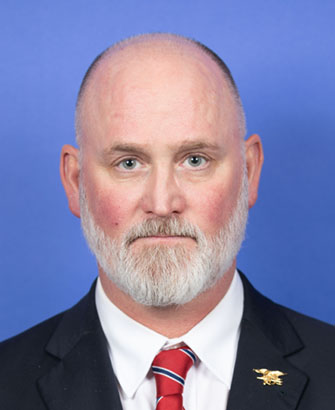
Derrick Van Orden, derzeitiger Vertreter des dritten Kongresswahlbezirks von Wisconsin

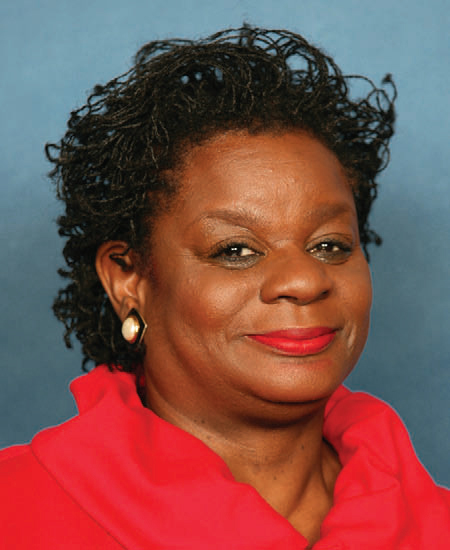
Gwen Moore, derzeitige Vertreterin des vierten Kongresswahlbezirks von Wisconsin

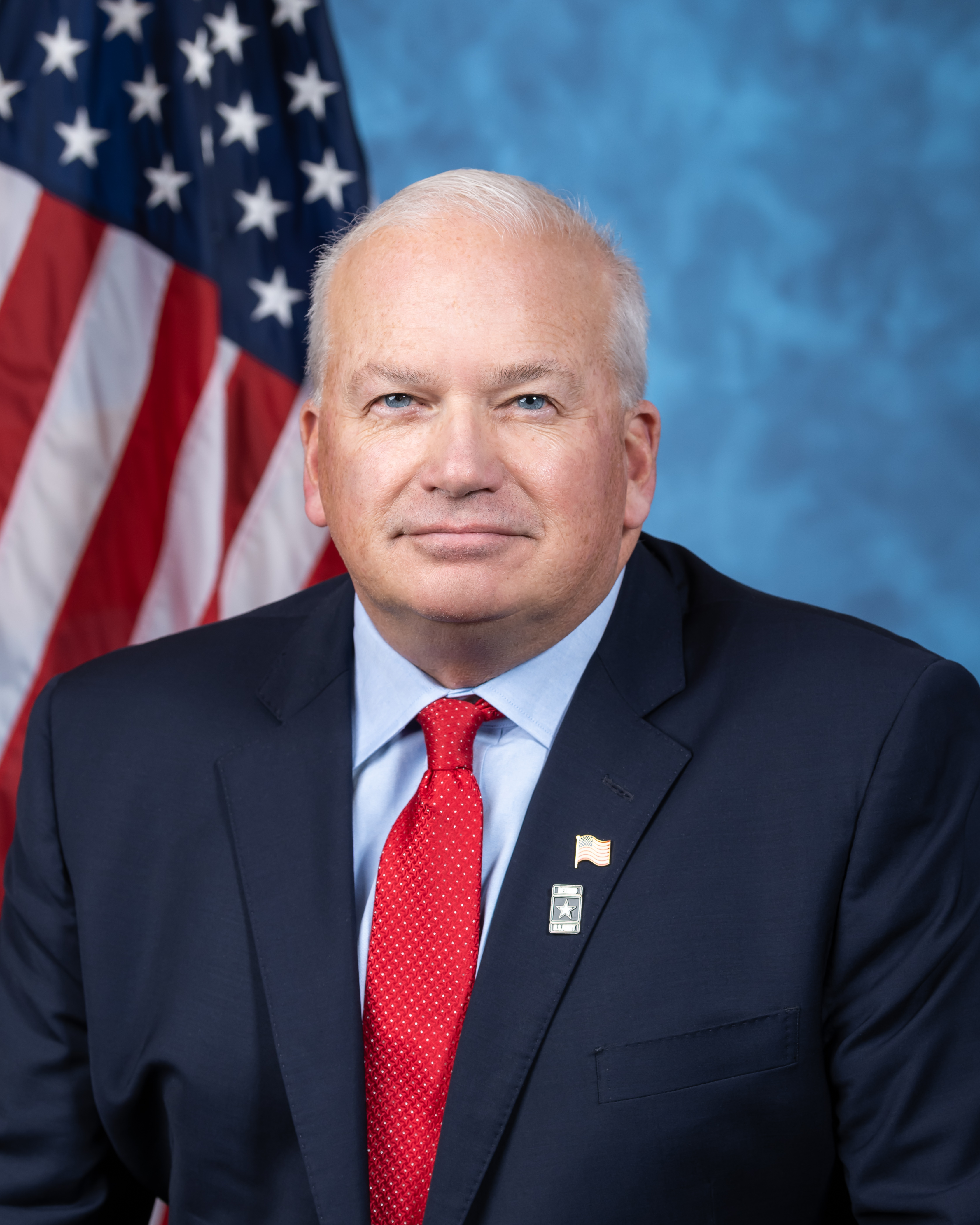
Scott L. Fitzgerald, derzeitiger Vertreter des fünften Kongresswahlbezirks von Wisconsin

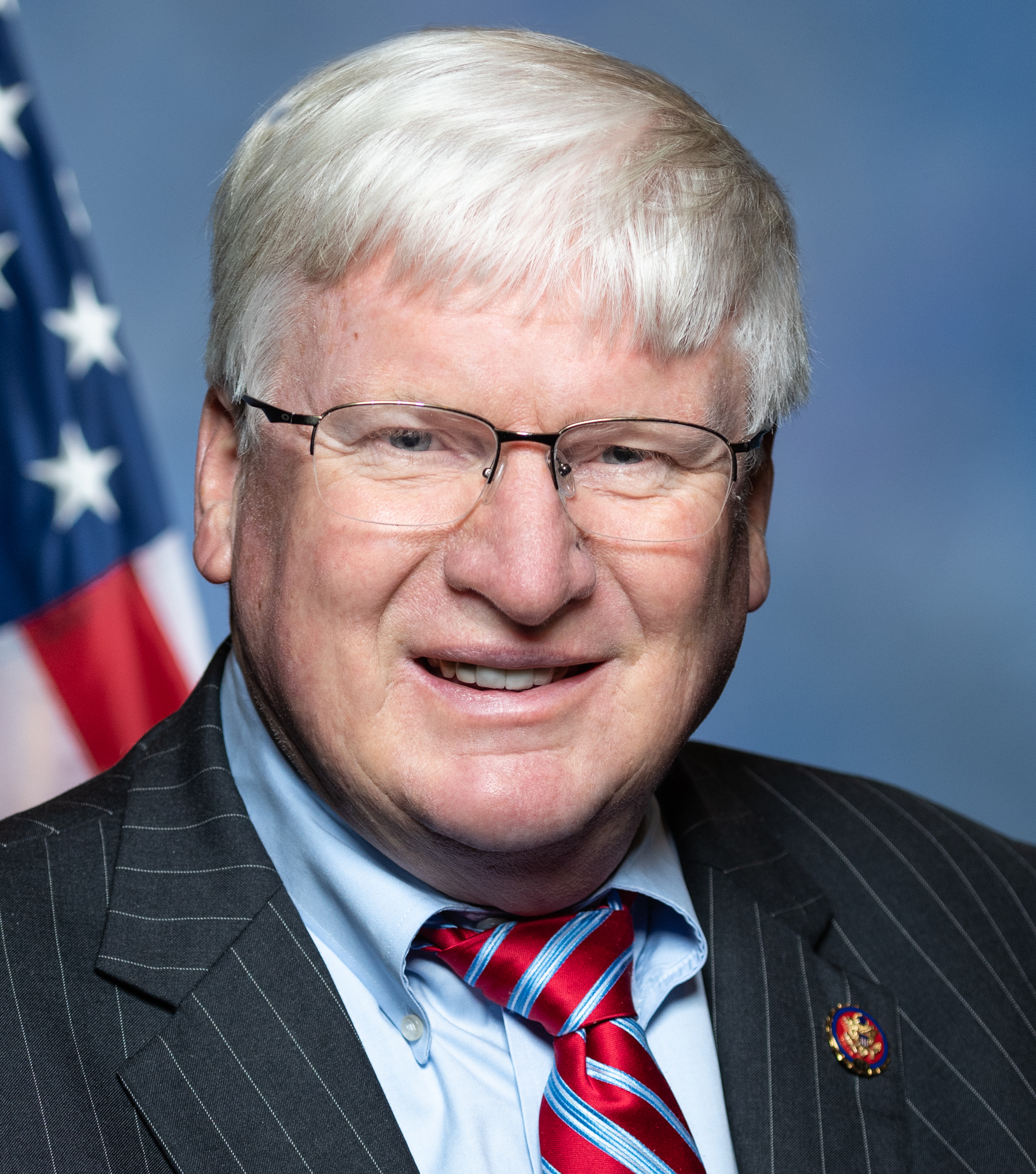
Glenn Grothman, derzeitiger Vertreter des sechsten Kongresswahlbezirks von Wisconsin

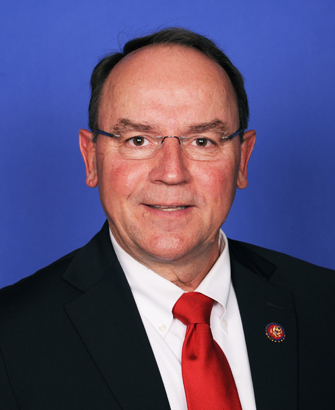
Tom Tiffany, derzeitiger Vertreter des siebten Kongresswahlbezirks von Wisconsin

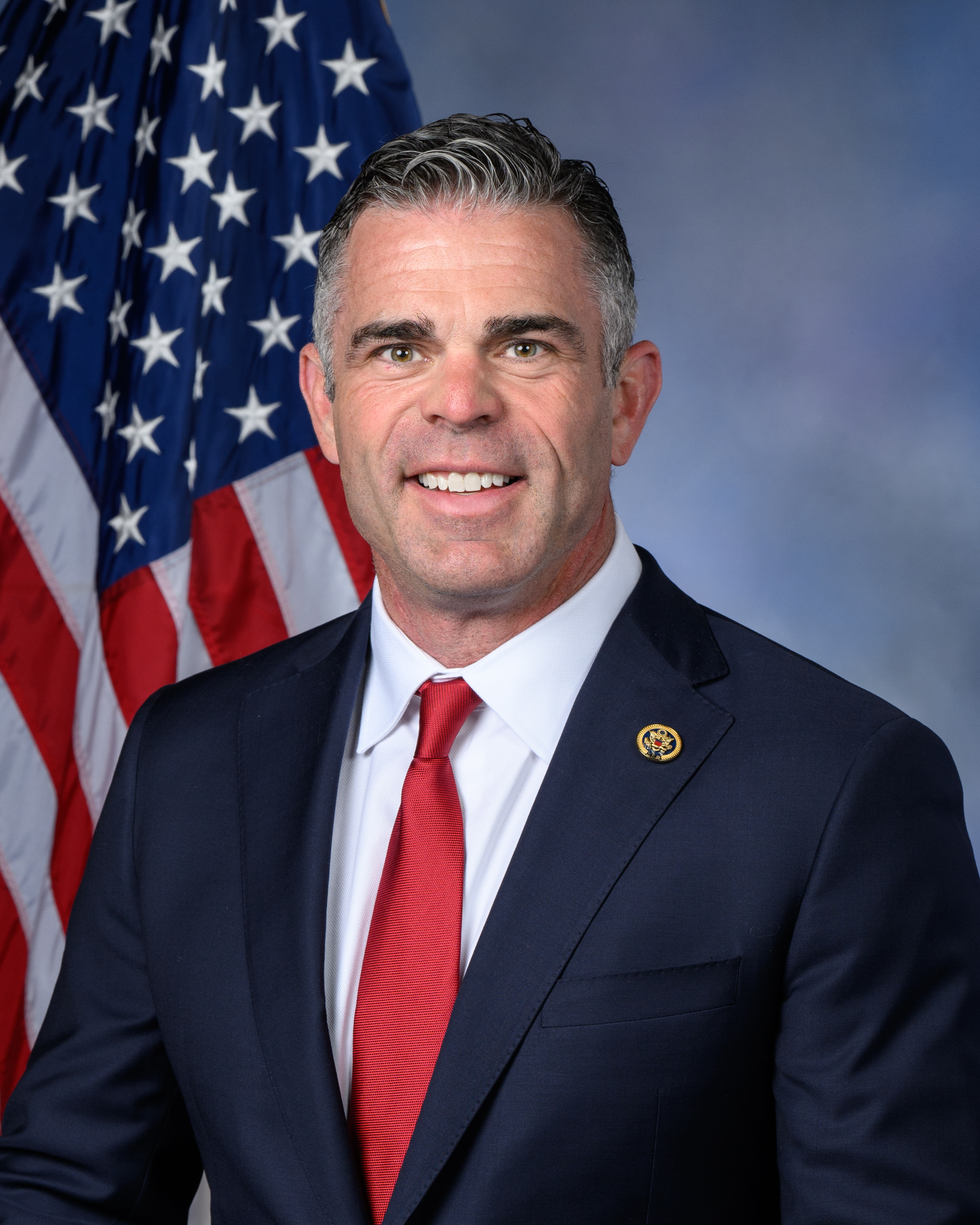
Tony Wied, derzeitiger Vertreter des achten Kongresswahlbezirks von Wisconsin

Diese Liste führt alle Politiker auf, die seit 1836 für das Wisconsin-Territorium und später für den Bundesstaat Wisconsin dem Repräsentantenhaus der Vereinigten Staaten angehört haben. Waren es nach dem Beitritt des Staats zur Union noch zwei Parlamentsmitglieder im Unterhaus, die Wisconsin stellte, stieg diese Anzahl zeitweise bis auf elf. Seit 1933 hat die Anzahl der Abgeordneten, bedingt durch Anpassungen nach den jeweiligen Volkszählungen, abgenommen; derzeit liegt sie bei acht. Gewählt wurde dabei durchweg getrennt nach Wahlbezirken. Eine zeitliche Überschneidung gibt es beim Übergang vom Wisconsin-Territorium zum Bundesstaat: Auch nach dessen Gründung stellte das Territorium noch bis in das folgende Jahr hinein einen Delegierten. Grund war, dass ein Teil des territorialen Gebietes nicht dem Staat Wisconsin beitrat, sondern ab 1849 zum neuen Minnesota-Territorium gehörte.
Mit Paul Ryan kam bisher ein Sprecher des US-Repräsentantenhauses aus Wisconsin.

## Delegierte des Wisconsin-Territoriums (1836–1849)
| Name                  | Amtszeit                        | Partei   |
| --------------------- | ------------------------------- | -------- |
| George Wallace Jones  | 3. Juli 1836 – 14. Januar 1839  | Demokrat |
| James Duane Doty      | 14. Januar 1839 – 3. März 1841  | Demokrat |
| Henry Dodge           | 4. März 1841 – 3. März 1845     | Demokrat |
| Morgan Lewis Martin   | 4. Juli 1845 – 3. März 1847     | Demokrat |
| John Hubbard Tweedy   | 4. März 1847 – 29. Mai 1848     | Whig     |
| Henry Hastings Sibley | 30. Oktober 1848 – 3. März 1849 | Demokrat |

## 1. Sitz (seit 1848)
| Name                        | Amtszeit                          | Partei            |
| --------------------------- | --------------------------------- | ----------------- |
| William Pitt Lynde          | 5. Juni 1848 – 3. März 1849       | Demokrat          |
| Charles Durkee              | 4. März 1849 – 3. März 1853       | Free Soil Party   |
| Daniel Wells Jr.            | 4. März 1853 – 3. März 1857       | Demokrat          |
| John Fox Potter             | 4. März 1857 – 3. März 1863       | Republikaner      |
| James Sproat Brown          | 4. März 1863 – 3. März 1865       | Demokrat          |
| Halbert Eleazer Paine       | 4. März 1865 – 3. März 1871       | Republikaner      |
| Alexander Mitchell          | 4. März 1871 – 3. März 1873       | Demokrat          |
| Charles Grandison Williams  | 4. März 1873 – 3. März 1883       | Republikaner      |
| John Winans                 | 4. März 1883 – 3. März 1885       | Demokrat          |
| Lucien Bonaparte Caswell    | 4. März 1885 – 3. März 1891       | Republikaner      |
| Clinton Babbitt             | 4. März 1891 – 3. März 1893       | Demokrat          |
| Henry Allen Cooper          | 4. März 1893 – 3. März 1919       | Republikaner      |
| Clifford Ellsworth Randall  | 4. März 1919 – 3. März 1921       | Republikaner      |
| Henry Allen Cooper          | 4. März 1921 – 1. März 1931       | Republikaner      |
| Thomas Ryum Amlie           | 13. Oktober 1931 – 3. März 1933   | Republikaner      |
| George Washington Blanchard | 4. März 1933 – 3. Januar 1935     | Republikaner      |
| Thomas Ryum Amlie           | 3. Januar 1935 – 3. Januar 1939   | Progressive Party |
| Stephen Bolles              | 3. Januar 1939 – 8. Juli 1941     | Republikaner      |
| Lawrence Henry Smith        | 29. August 1941 – 22. Januar 1958 | Republikaner      |
| Gerald Thomas Flynn         | 3. Januar 1959 – 3. Januar 1961   | Demokrat          |
| Henry Carl Schadeberg       | 3. Januar 1961 – 3. Januar 1965   | Republikaner      |
| Lynn Ellsworth Stalbaum     | 3. Januar 1965 – 3. Januar 1967   | Demokrat          |
| Henry Carl Schadeberg       | 3. Januar 1967 – 3. Januar 1971   | Republikaner      |
| Leslie Aspin                | 3. Januar 1971 – 20. Januar 1993  | Demokrat          |
| Peter William Barca         | 4. Mai 1993 – 3. Januar 1995      | Demokrat          |
| Mark W. Neumann             | 3. Januar 1995 – 3. Januar 1999   | Republikaner      |
| Paul D. Ryan                | 3. Januar 1999 – 3. Januar 2019   | Republikaner      |
| Bryan George Steil          | 3. Januar 2019 –                  | Republikaner      |

## 2. Sitz (seit 1848)
| Name                           | Amtszeit                           | Partei            |
| ------------------------------ | ---------------------------------- | ----------------- |
| Mason Cook Darling             | 9. Juni 1848 – 3. März 1849        | Demokrat          |
| Orsamus Cole                   | 4. März 1849 – 3. März 1851        | Whig              |
| Ben C. Eastman                 | 4. März 1851 – 3. März 1855        | Demokrat          |
| Cadwallader Colden Washburn    | 4. März 1855 – 3. März 1861        | Republikaner      |
| Luther Hanchett                | 4. März 1861 – 24. November 1862   | Republikaner      |
| Walter Duncan McIndoe          | 26. Januar 1863 – 3. März 1863     | Republikaner      |
| Ithamar Conkey Sloan           | 4. März 1863 – 3. März 1867        | Republikaner      |
| Benjamin Franklin Hopkins      | 4. März 1867 – 1. Januar 1870      | Republikaner      |
| David Atwood                   | 23. Februar 1870 – 3. März 1871    | Republikaner      |
| Gerry Whiting Hazelton         | 4. März 1871 – 3. März 1875        | Republikaner      |
| Lucien Bonaparte Caswell       | 4. März 1875 – 3. März 1883        | Republikaner      |
| Daniel Hadley Sumner           | 4. März 1883 – 3. März 1885        | Demokrat          |
| Edward Stuyvesant Bragg        | 4. März 1885 – 3. März 1887        | Demokrat          |
| Richard William Guenther       | 4. März 1887 – 3. März 1889        | Republikaner      |
| Charles Barwig                 | 4. März 1889 – 3. März 1895        | Demokrat          |
| Edward Sauerhering             | 4. März 1895 – 3. März 1899        | Republikaner      |
| Herman Bjorn Dahle             | 4. März 1899 – 3. März 1903        | Republikaner      |
| Henry Cullen Adams             | 4. März 1903 – 9. Juli 1906        | Republikaner      |
| John Mandt Nelson              | 4. September 1906 – 3. März 1913   | Republikaner      |
| Michael Edmund Burke           | 4. März 1913 – 3. März 1917        | Demokrat          |
| Edward Voigt                   | 4. März 1917 – 3. März 1927        | Republikaner      |
| Charles August Kading          | 4. März 1927 – 3. März 1933        | Republikaner      |
| Charles William Francis Henney | 4. März 1933 – 3. Januar 1935      | Demokrat          |
| Harry Sauthoff                 | 3. Januar 1935 – 3. Januar 1939    | Progressive Party |
| Charles Hawks                  | 3. Januar 1939 – 3. Januar 1941    | Republikaner      |
| Harry Sauthoff                 | 3. Januar 1941 – 3. Januar 1945    | Progressive Party |
| Robert Kirkland Henry          | 3. Januar 1945 – 20. November 1946 | Republikaner      |
| Glenn Robert Davis             | 22. April 1947 – 3. Januar 1957    | Republikaner      |
| Donald Edgar Tewes             | 3. Januar 1957 – 3. Januar 1959    | Republikaner      |
| Robert William Kastenmeier     | 3. Januar 1959 – 3. Januar 1991    | Demokrat          |
| Scott L. Klug                  | 3. Januar 1991 – 3. Januar 1999    | Republikaner      |
| Tammy Suzanne Green Baldwin    | 3. Januar 1999 – 3. Januar 2013    | Demokrat          |
| Mark William Pocan             | 3. Januar 2013 –                   | Demokrat          |

## 3. Sitz (seit 1849)
| Name                          | Amtszeit                           | Partei       |
| ----------------------------- | ---------------------------------- | ------------ |
| James Duane Doty              | 4. März 1849 – 3. März 1853        | Demokrat     |
| John B. Macy                  | 4. März 1853 – 3. März 1855        | Demokrat     |
| Charles Billinghurst          | 4. März 1855 – 3. März 1859        | Republikaner |
| Charles Hathaway Larrabee     | 4. März 1859 – 3. März 1861        | Demokrat     |
| Andrew Scott Sloan            | 4. März 1861 – 3. März 1863        | Republikaner |
| Amasa Cobb                    | 4. März 1863 – 3. März 1871        | Republikaner |
| Joel Allen Barber             | 4. März 1871 – 3. März 1875        | Republikaner |
| Henry Sterling Magoon         | 4. März 1875 – 3. März 1877        | Republikaner |
| George Cochrane Hazelton      | 4. März 1877 – 3. März 1883        | Republikaner |
| Burr W. Jones                 | 4. März 1883 – 3. März 1885        | Demokrat     |
| Robert Marion La Follette Sr. | 4. März 1885 – 3. März 1891        | Republikaner |
| Allen Ralph Bushnell          | 4. März 1891 – 3. März 1893        | Demokrat     |
| Joseph Weeks Babcock          | 4. März 1893 – 3. März 1907        | Republikaner |
| James William Murphy          | 4. März 1907 – 3. März 1909        | Demokrat     |
| Arthur William Kopp           | 4. März 1909 – 3. März 1913        | Republikaner |
| John Mandt Nelson             | 4. März 1913 – 3. März 1919        | Republikaner |
| James Gideon Monahan          | 4. März 1919 – 3. März 1921        | Republikaner |
| John Mandt Nelson             | 4. März 1921 – 3. März 1933        | Republikaner |
| Gardner Robert Withrow        | 4. März 1933 – 3. Januar 1939      | Republikaner |
| Harry Wilbur Griswold         | 3. Januar 1939 – 4. Juli 1939      | Republikaner |
| William Henry Stevenson       | 3. Januar 1941 – 3. Januar 1949    | Republikaner |
| Gardner Robert Withrow        | 3. Januar 1949 – 3. Januar 1961    | Republikaner |
| Vernon Wallace Thomson        | 3. Januar 1961 – 31. Dezember 1974 | Republikaner |
| Alvin James Baldus            | 3. Januar 1975 – 3. Januar 1981    | Demokrat     |
| Steven Craig Gunderson        | 3. Januar 1981 – 3. Januar 1997    | Republikaner |
| Ronald James Kind             | 3. Januar 1997 – 3. Januar 2023    | Demokrat     |
| Derrick Francis Van Orden     | 3. Januar 2023 –                   | Republikaner |

## 4. Sitz (seit 1863)
| Name                       | Amtszeit                          | Partei       |
| -------------------------- | --------------------------------- | ------------ |
| Charles Augustus Eldredge  | 4. März 1863 – 3. März 1873       | Demokrat     |
| Alexander Mitchell         | 4. März 1873 – 3. März 1875       | Demokrat     |
| William Pitt Lynde         | 4. März 1875 – 3. März 1879       | Demokrat     |
| Peter Victor Deuster       | 4. März 1879 – 3. März 1885       | Demokrat     |
| Isaac Whitbeck Van Schaick | 4. März 1885 – 3. März 1887       | Republikaner |
| Henry Smith                | 4. März 1887 – 3. März 1889       | Labor Party  |
| Isaac Whitbeck Van Schaick | 4. März 1889 – 3. März 1891       | Republikaner |
| John Lendrum Mitchell      | 4. März 1891 – 3. März 1893       | Demokrat     |
| Peter J. Somers            | 27. August 1893 – 3. März 1895    | Demokrat     |
| Theobald Otjen             | 4. März 1895 – 3. März 1907       | Republikaner |
| William Joseph Cary        | 4. März 1907 – 3. März 1919       | Republikaner |
| John Casimir Kleczka       | 4. März 1919 – 3. März 1923       | Republikaner |
| John C. Schafer            | 4. März 1923 – 3. März 1933       | Republikaner |
| Raymond Joseph Cannon      | 4. März 1933 – 3. Januar 1939     | Demokrat     |
| John C. Schafer            | 3. Januar 1939 – 3. Januar 1941   | Republikaner |
| Thaddeus Wasielewski       | 3. Januar 1941 – 3. Januar 1947   | Demokrat     |
| John Charles Brophy        | 3. Januar 1947 – 3. Januar 1949   | Republikaner |
| Clement John Zablocki      | 3. Januar 1949 – 3. Dezember 1983 | Demokrat     |
| Gerald Daniel Kleczka      | 3. April 1984 – 3. Januar 2005    | Demokrat     |
| Gwendolynne Sophia Moore   | 3. Januar 2005 –                  | Demokrat     |

## 5. Sitz (seit 1863)
| Name                          | Amtszeit                          | Partei       |
| ----------------------------- | --------------------------------- | ------------ |
| Ezra Wheeler                  | 4. März 1863 – 3. März 1865       | Demokrat     |
| Philetus Sawyer               | 4. März 1865 – 3. März 1875       | Republikaner |
| Charles Augustus Eldredge     | 4. März 1873 – 3. März 1875       | Demokrat     |
| Samuel Dickinson Burchard     | 4. März 1875 – 3. März 1877       | Demokrat     |
| Edward Stuyvesant Bragg       | 4. März 1877 – 3. März 1883       | Demokrat     |
| Joseph Rankin                 | 4. März 1883 – 24. Januar 1886    | Demokrat     |
| Thomas Richard Hudd           | 8. März 1886 – 3. März 1889       | Demokrat     |
| George H. Brickner            | 4. März 1889 – 3. März 1895       | Demokrat     |
| Samuel Stebbins Barney        | 4. März 1895 – 3. März 1903       | Republikaner |
| William Henry Stafford        | 4. März 1903 – 3. März 1911       | Republikaner |
| Victor Luitpold Berger        | 4. März 1911 – 3. März 1913       | Sozialist    |
| William Henry Stafford        | 4. März 1913 – 3. März 1919       | Republikaner |
| Victor Luitpold Berger        | Sitz wurde verweigert             | Sozialist    |
| William Henry Stafford        | 4. März 1921 – 3. März 1923       | Republikaner |
| Victor Luitpold Berger        | 4. März 1923 – 3. März 1929       | Sozialist    |
| William Henry Stafford        | 4. März 1929 – 3. März 1933       | Republikaner |
| Thomas David Patrick O’Malley | 4. März 1833 – 3. Januar 1939     | Demokrat     |
| Lewis Dominic Thill           | 3. Januar 1939 – 3. Januar 1943   | Republikaner |
| Howard Johnstone McMurray     | 3. Januar 1943 – 3. Januar 1945   | Demokrat     |
| Andrew John Biemiller         | 3. Januar 1945 – 3. Januar 1947   | Demokrat     |
| Charles Joseph Kersten        | 3. Januar 1947 – 3. Januar 1949   | Republikaner |
| Andrew John Biemiller         | 3. Januar 1949 – 3. Januar 1951   | Demokrat     |
| Charles Joseph Kersten        | 3. Januar 1951 – 3. Januar 1955   | Republikaner |
| Henry Schoellkopf Reuss       | 3. Januar 1955 – 3. Januar 1983   | Demokrat     |
| James Powers Moody            | 3. Januar 1983 – 3. Januar 1993   | Demokrat     |
| Thomas M. Barrett             | 3. Januar 1993 – 3. Dezember 2003 | Demokrat     |
| Frank James Sensenbrenner     | 3. Januar 2003 – 3. Januar 2021   | Republikaner |
| Scott Lawrence Fitzgerald     | 3. Januar 2021 –                  | Republikaner |

## 6. Sitz (seit 1863)
| Name                        | Amtszeit                          | Partei       |
| --------------------------- | --------------------------------- | ------------ |
| Walter Duncan McIndoe       | 4. März 1863 – 3. März 1867       | Republikaner |
| Cadwallader Colden Washburn | 4. März 1867 – 3. März 1871       | Republikaner |
| Jeremiah McLain Rusk        | 4. März 1871 – 3. März 1873       | Republikaner |
| Philetus Sawyer             | 4. März 1873 – 3. März 1875       | Republikaner |
| Alanson Mellen Kimball      | 4. März 1875 – 3. März 1877       | Republikaner |
| Gabriel Bouck               | 4. März 1877 – 3. März 1881       | Demokrat     |
| Richard William Guenther    | 4. März 1881 – 3. März 1887       | Republikaner |
| Charles Benjamin Clark      | 4. März 1887 – 3. März 1891       | Republikaner |
| Lucas Miltiades Miller      | 4. März 1891 – 3. März 1893       | Demokrat     |
| Owen Augustine Wells        | 4. März 1893 – 3. März 1895       | Demokrat     |
| Samuel Andrew Cook          | 4. März 1895 – 3. März 1897       | Republikaner |
| James Henry Davidson        | 4. März 1897 – 3. März 1903       | Republikaner |
| Charles Herman Weisse       | 4. März 1903 – 3. März 1911       | Demokrat     |
| Michael Edmund Burke        | 4. März 1911 – 3. März 1913       | Demokrat     |
| Michael Kieran Reilly       | 4. März 1913 – 3. März 1917       | Demokrat     |
| James Henry Davidson        | 4. März 1917 – 6. August 1918     | Republikaner |
| Florian Lampert             | 5. November 1918 – 18. Juli 1930  | Republikaner |
| Michael Kieran Reilly       | 4. November 1930 – 3. Januar 1939 | Demokrat     |
| Frank Bateman Keefe         | 3. Januar 1939 – 3. Januar 1951   | Republikaner |
| William Kaiser Van Pelt     | 3. Januar 1951 – 3. Januar 1965   | Republikaner |
| John Abner Race             | 3. Januar 1965 – 3. Januar 1967   | Demokrat     |
| William Albert Steiger      | 3. Januar 1967 – 4. Dezember 1978 | Republikaner |
| Thomas Evert Petri          | 3. April 1979 – 3. Januar 2015    | Republikaner |
| Glenn S. Grothman           | 3. Januar 2015 –                  | Republikaner |

## 7. Sitz (seit 1873)
| Name                    | Amtszeit                            | Partei       |
| ----------------------- | ----------------------------------- | ------------ |
| Jeremiah McLain Rusk    | 4. März 1873 – 3. März 1877         | Republikaner |
| Herman Leon Humphrey    | 4. März 1877 – 3. März 1883         | Republikaner |
| Gilbert Motier Woodward | 4. März 1883 – 3. März 1885         | Demokrat     |
| Ormsby Brunson Thomas   | 4. März 1885 – 3. März 1891         | Republikaner |
| Frank Potter Coburn     | 4. März 1891 – 3. März 1893         | Demokrat     |
| George Bullen Shaw      | 4. März 1893 – 27. August 1894      | Republikaner |
| Michael Griffin         | 5. November 1894 – 3. März 1899     | Republikaner |
| John Jacob Esch         | 4. März 1899 – 3. März 1921         | Republikaner |
| Joseph David Beck       | 4. März 1921 – 3. März 1929         | Republikaner |
| Merlin Hull             | 4. März 1929 – 3. März 1931         | Republikaner |
| Gardner Robert Withrow  | 4. März 1931 – 3. März 1933         | Republikaner |
| Gerald John Boileau     | 4. März 1933 – 3. Januar 1939       | Republikaner |
| Reid Fred Murray        | 3. Januar 1939 – 29. April 1952     | Republikaner |
| Melvin Robert Laird     | 3. Januar 1953 – 21. Januar 1969    | Republikaner |
| David Ross Obey         | 1. April 1969 – 3. Januar 2011      | Demokrat     |
| Sean P. Duffy           | 3. Januar 2011 – 23. September 2019 | Republikaner |
| vakant                  | 23. September 2019 – 19. Mai 2020   |              |
| Thomas P. Tiffany       | 19. Mai 2020 –                      | Republikaner |

## 8. Sitz (seit 1873)
| Name                    | Amtszeit                        | Partei            |
| ----------------------- | ------------------------------- | ----------------- |
| Alexander Stuart McDill | 4. März 1873 – 3. März 1875     | Republikaner      |
| George Washington Cate  | 4. März 1875 – 3. März 1877     | Demokrat          |
| Thaddeus Coleman Pound  | 4. März 1877 – 3. März 1883     | Republikaner      |
| William Thompson Price  | 4. März 1883 – 6. Dezember 1886 | Republikaner      |
| Hugh Hiram Price        | 18. Januar 1887 – 3. März 1887  | Republikaner      |
| Nils Pederson Haugen    | 4. März 1887 – 3. März 1893     | Republikaner      |
| Lyman Eddy Barnes       | 4. März 1893 – 3. März 1895     | Demokrat          |
| Edward Sloman Minor     | 4. März 1895 – 3. März 1903     | Republikaner      |
| James Henry Davidson    | 4. März 1903 – 3. März 1913     | Republikaner      |
| Edward Everts Browne    | 4. März 1913 – 3. März 1931     | Republikaner      |
| Gerald John Boileau     | 4. März 1931 – 3. März 1933     | Republikaner      |
| James Frederic Hughes   | 4. März 1933 – 3. Januar 1935   | Demokrat          |
| George John Schneider   | 3. Januar 1935 – 3. Januar 1939 | Progressive Party |
| Joshua Leroy Johns      | 3. Januar 1939 – 3. Januar 1943 | Republikaner      |
| LaVern Ralph Dilweg     | 3. Januar 1943 – 3. Januar 1945 | Demokrat          |
| John William Byrnes     | 3. Januar 1945 – 3. Januar 1973 | Republikaner      |
| Harold Vernon Froehlich | 3. Januar 1973 – 3. Januar 1975 | Republikaner      |
| Robert John Cornell     | 3. Januar 1975 – 3. Januar 1979 | Demokrat          |
| Tobias Anton Roth       | 3. Januar 1979 – 3. Januar 1997 | Republikaner      |
| Jay W. Johnson          | 3. Januar 1997 – 3. Januar 1999 | Demokrat          |
| Mark Andrew Green       | 3. Januar 1999 – 3. Januar 2007 | Republikaner      |
| Steven Leslie Kagen     | 3. Januar 2007 – 3. Januar 2011 | Demokrat          |
| Reid Ribble             | 3. Januar 2011 – 3. Januar 2017 | Republikaner      |
| Michael John Gallagher  | 3. Januar 2017 – 17. April 2024 | Republikaner      |
| Anthony Christian Wied  | 12. November 2024 –             | Republikaner      |

## 9. Sitz (1883–2003)
| Name                      | Amtszeit                           | Partei            |
| ------------------------- | ---------------------------------- | ----------------- |
| Isaac Stephenson          | 4. März 1883 – 3. März 1889        | Republikaner      |
| Myron Hawley McCord       | 4. März 1889 – 3. März 1891        | Republikaner      |
| Thomas Lynch              | 4. März 1891 – 3. März 1895        | Demokrat          |
| Alexander Stewart         | 4. März 1895 – 3. März 1901        | Republikaner      |
| Webster Everett Brown     | 4. März 1901 – 3. März 1903        | Republikaner      |
| Edward Sloman Minor       | 4. März 1903 – 3. März 1907        | Republikaner      |
| Gustav Küstermann         | 4. März 1907 – 3. März 1911        | Republikaner      |
| Thomas Frank Konop        | 4. März 1911 – 3. März 1917        | Demokrat          |
| David Guy Classon         | 4. März 1917 – 3. März 1923        | Republikaner      |
| George John Schneider     | 4. März 1923 – 3. März 1933        | Republikaner      |
| James Archibald Frear     | 4. März 1933 – 3. Januar 1935      | Republikaner      |
| Merlin Hull               | 3. Januar 1935 – 17. Mai 1953      | Progressive Party |
| Lester Roland Johnson     | 13. Oktober 1953 – 3. Januar 1965  | Demokrat          |
| Glenn Robert Davis        | 3. Januar 1965 – 31. Dezember 1974 | Republikaner      |
| Robert Walter Kasten      | 3. Januar 1975 – 3. Januar 1979    | Republikaner      |
| Frank James Sensenbrenner | 3. Januar 1979 – 3. Januar 2003    | Republikaner      |

## 10. Sitz (1893–1973)
| Name                  | Amtszeit                        | Partei            |
| --------------------- | ------------------------------- | ----------------- |
| Nils Pederson Haugen  | 4. März 1893 – 3. März 1895     | Republikaner      |
| John James Jenkins    | 4. März 1895 – 3. März 1903     | Republikaner      |
| Webster Everett Brown | 4. März 1903 – 3. März 1907     | Republikaner      |
| Elmer Addison Morse   | 4. März 1907 – 3. März 1913     | Republikaner      |
| James Archibald Frear | 4. März 1913 – 3. März 1933     | Republikaner      |
| Hubert Haskell Peavey | 4. März 1933 – 3. Januar 1935   | Republikaner      |
| Bernard John Gehrmann | 3. Januar 1935 – 3. Januar 1943 | Progressive Party |
| Alvin Edward O’Konski | 3. Januar 1943 – 3. Januar 1973 | Republikaner      |

## 11. Sitz (1903–1933)
| Name                  | Amtszeit                        | Partei       |
| --------------------- | ------------------------------- | ------------ |
| John James Jenkins    | 4. März 1903 – 3. März 1909     | Republikaner |
| Irvine Luther Lenroot | 4. März 1909 – 17. April 1918   | Republikaner |
| Adolphus Peter Nelson | 5. November 1918 – 3. März 1923 | Republikaner |
| Hubert Haskell Peavey | 4. März 1923 – 3. März 1933     | Republikaner |